# Liste du patrimoine mondial en Bosnie-Herzégovine
Cet article recense les sites inscrits au patrimoine mondial en Bosnie-Herzégovine.

## Statistiques
La Yougoslavie ratifie la Convention pour la protection du patrimoine mondial, culturel et naturel dès les années 1970 ; la Bosnie-Herzégovine en est alors membre, sous le nom de République socialiste de Bosnie-Herzégovine. À la différence des autres États issus de la Yougoslavie, aucun site du patrimoine mondial n'est inscrit sur le territoire bosniaque avant son indépendance.
La Bosnie-Herzégovine déclare sa pleine indépendance le 1er mars 1992 et notifie à l'UNESCO sa succession à la Convention le 12 juillet 1993. Le premier site protégé du pays est inscrit en 2005. 
En 2024, la Bosnie-Herzégovine compte 5 sites inscrits au patrimoine mondial, 3 culturels et 2 naturels.
À la même date, le pays a également soumis 9 sites sur sa liste indicative : 3 culturels, 2 naturels et 4 mixte.

## Listes

### Patrimoine mondial
Les sites suivants sont inscrits au patrimoine mondial :
| Id.  | Site                                                                 | Canton / Municipalité | Année | Superficie (ha) | Critères et notes | Coordonnées | Illus. |
| ---- | -------------------------------------------------------------------- | --------------------- | ----- | --------------- | --- | --- | ------ |
| 1504 | Cimetières de tombes médiévales stećci                               |                       | 2016  | 44,6            | Culturel, (iii), (vi) Site transfrontalier avec la Croatie, le Monténégro et la Serbie. 20 sites en Bosnie-Herzégovine : nécropoles de Bečani, Bijača, Grčka glavica, Boljuni, Borak, Čengića Bara, Dugo polje, Grebnice, Gvozno, Kalufi, Kučarin, Luburića polje, Maculje, Mramor (Musići), Mramor (Vrbica), Olovci, Potkuk, Radimlja, Ravanjska Vrata et Umoljani | 44° 19′ 40″ nord, 18° 50′ 42″ est 43° 07′ 45″ nord, 17° 35′ 37″ est 43° 29′ 48″ nord, 18° 07′ 18″ est 43° 01′ 40″ nord, 17° 52′ 29″ est 43° 50′ 13″ nord, 18° 53′ 04″ est 43° 25′ 15″ nord, 18° 24′ 07″ est 43° 39′ 48″ nord, 17° 32′ 35″ est 42° 54′ 17″ nord, 18° 27′ 52″ est 43° 33′ 28″ nord, 18° 26′ 18″ est 43° 18′ 48″ nord, 18° 11′ 47″ est 43° 40′ 57″ nord, 18° 45′ 34″ est 43° 57′ 28″ nord, 18° 50′ 34″ est 44° 03′ 02″ nord, 17° 40′ 30″ est 44° 06′ 26″ nord, 18° 31′ 15″ est 43° 23′ 25″ nord, 18° 56′ 35″ est 44° 17′ 16″ nord, 18° 38′ 52″ est 43° 06′ 36″ nord, 18° 07′ 44″ est 43° 05′ 32″ nord, 17° 55′ 27″ est 43° 51′ 48″ nord, 17° 18′ 46″ est 43° 39′ 18″ nord, 18° 14′ 13″ est |        |
| 1133 | Forêts primaires de hêtres des Carpates et d'autres régions d'Europe | Šipovo                | 2021  |                 | Naturel, (ix) Site transfrontalier avec l'Albanie, l'Allemagne, l'Autriche, la Belgique, la Bulgarie, la Croatie, l'Espagne, la France, l'Italie, la Macédoine du Nord, la Pologne, Roumanie, la Slovaquie, la Slovénie, la Suisse, la Tchéquie et l'Ukraine. 1 site en Bosnie-Herzégovine : Prašuma Janj                                                           | 44° 08′ 30″ nord, 17° 16′ 00″ est |        |
| 1673 | Grotte de Vjetrenica, Ravno                                          | Herzégovine-Neretva   | 2024  | 413,97          | Naturel, (x) | 42° 50′ 10″ nord, 17° 59′ 01″ est |        |
| 1260 | Pont Mehmed Pacha Sokolović de Višegrad                              | Višegrad              | 2007  | 1,5             | Culturel, (ii), (iv) | 43° 46′ 52″ nord, 19° 17′ 17″ est |        |
| 946  | Quartier du Vieux pont de la vieille ville de Mostar                 | Herzégovine-Neretva   | 2005  | 7,6             | Culturel, (vi) | 43° 20′ 53″ nord, 17° 48′ 40″ est |        |

### Liste indicative
Les sites suivants sont inscrits sur la liste indicative du pays au début 2021.
| Site                                                                                  | Canton / Municipalité | Type                                                   | Date | Lien | Notes | Coordonnées                       | Illus. |
| ------------------------------------------------------------------------------------- | --------------------- | ------------------------------------------------------ | ---- | ---- | ----- | --------------------------------- | ------ |
| Sarajevo - symbole unique de multiculture universelle - ville continuellement ouverte | Sarajevo              | Culturel (v)                                           | 1997 | 906  |       | 43° 50′ 53″ nord, 18° 21′ 22″ est |        |
| L'ensemble naturel et architectural de Jajce                                          | Bosnie centrale       | Mixte (ii), (iii), (iv), (v), (vi), (vii)              | 2006 | 2098 |       | 44° 20′ 24″ nord, 17° 15′ 25″ est |        |
| Le centre urbain historique de Počitelj                                               | Herzégovine-Neretva   | Culturel (ii), (iii), (iv), (v), (vi)                  | 2007 | 5092 |       | 43° 08′ 02″ nord, 17° 43′ 55″ est |        |
| L'ensemble naturel et architectural de Blagaj                                         | Herzégovine-Neretva   | Mixte (ii), (iii), (iv), (v), (vi), (vii)              | 2007 | 5280 |       | 43° 15′ 25″ nord, 17° 53′ 20″ est |        |
| L'ensemble naturel et architectural de Blidinje                                       | Herzégovine-Neretva   | Mixte (i), (iii), (iv), (vi), (vii), (viii), (ix), (x) | 2007 | 5281 |       | 43° 46′ 30″ nord, 17° 29′ 38″ est |        |
| L'ensemble naturel et architectural de Stolac                                         | Herzégovine-Neretva   | Mixte (ii), (iii), (iv), (v), (vi), (vii)              | 2007 | 5282 |       | 43° 05′ 02″ nord, 17° 57′ 29″ est |        |
| Réserve naturelle stricte - forêt primaire de Perućica                                | Foča                  | Naturel (vii), (ix), (x)                               | 2017 | 6260 |       | 43° 21′ 16″ nord, 18° 41′ 31″ est |        |
| Cimetière juif de Sarajevo                                                            | Sarajevo              | Culturel (ii), (iii), (iv), (vi)                       | 2018 | 6334 |       | 43° 51′ 03″ nord, 18° 24′ 27″ est |        |
| Complexe de cascades en travertin de Martin Brod - parc national de l'Una             | Una-Sana              | Naturel (vii), (ix)                                    | 2019 | 6400 |       | 44° 29′ 13″ nord, 16° 08′ 35″ est |        |